# Dave Hope
Dave Hope (né le 7 octobre 1949), est un bassiste américain qui a joué avec le groupe américain de rock progressif Kansas de 1970 (version originale) jusqu'à la première scission du groupe en 1983. 

## Biographie
Elève au lycée, il est centre défensif de son équipe de football et se lié d'amitié avec de nombreux membres qui font encore partie du groupe aujourd'hui. Au sein de Kansas, il est connu pour sa moustache de guidon et son surnom pour beaucoup est « smokin Dave » car il est alors généralement photographié avec une cigarette qui pend à ses lèvres.
Après la séparation du groupe, Hope fonde le groupe chrétien AD avec Kerry Livgren et d'autres. En 1990, un promoteur allemand décide de réunir la formation originale de Kansas pour une tournée européenne spéciale. Tous ses membres, sauf Robby Steinhardt, y reviennent. Le groupe décide de tourner à nouveau en Amérique en tant que line-up original, mais Hope préfère quitter le groupe. En 2000, Kerry Livgren réunit les musiciens dans l'album Somewhere to Elsewhere. Les membres du groupe sont ainsi les membres d'origine Steve Walsh, Robby Steinhardt, Rich Williams, Kerry Livgren, Dave Hope et Phil Ehart, augmentés de l'actuel bassiste du groupe, Billy Greer.
Aujourd'hui, Hope est un ancien prêtre anglican .  En 2013, il a pris sa retraite de l'église anglicane Immanuel, une congrégation membre de la mission anglicane en Amérique, à Destin, en Floride. Il y est actuellement le chef du culte, de l'évangélisation et de la sensibilisation.  Il est également bassiste du groupe de louanges The IRS et travaille actuellement à la production d'un groupe laïque local avec de vieux amis. Dave est toujours proche des membres du Kansas et est connu pour jouer en rappel de leurs spectacles lorsqu'il y assiste. Il est également le mari de Diana Hope et le père de Zoie Hope.
Hope est également l'auteur d'une analyse de l'Évangile de Luc, « Looking at Luke Through the Eyes of Hope ». 

## Discographie

### Kansas
- Kansas (1974)
- Song for America (1975)
- Masque (1975)
- Leftoverture (1976)
- Point of Know Return (1977)
- Two for the Show (1978)
- Monolith (1979)
- Audio-Visions (1980)
- Vinyl Confessions (1982)
- Drastic Measures (1983)
- Somewhere to Elsewhere (2000)

### Kerry Livgren
- Time Line (1984, crédité comme « Kerry Livgren AD »)
- Art of the State (1985, crédité comme « Kerry Livgren AD »)
- Reconstructions (1986, crédité comme « Kerry Livgren AD »)
- Prime Mover (1988, crédité comme « Kerry Livgren AD »)
- Reconstructions Reconstructed (1997, crédité comme « Kerry Livgren AD »)
- Prime Mover II (1998, crédité comme « Kerry Livgren »)

### Ad Astra
- Beyond Our Bounds (2008)